# Krzysztof Janus
Krzysztof Janus (Brzeg Dolny, 25 marzo 1986) è un calciatore polacco, centrocampista del Wisła Płock.

## Carriera
Nel luglio del 2011 va in prestito al Górnik Polkowice.